# Adriano Correia Claro
Adriano Correia Claro, esportivament conegut com a Adriano (Curitiba, Paranà, Brasil, 26 d'octubre de 1984), és un exfutbolista professional brasiler, que també, des de 2007, té passaport espanyol. La seva posició natural era la de lateral esquerre, encara que també podia jugar de lateral dret, extrem davanter per ambdues bandes (esquerra o dreta), de migcampista o volant per l'esquerra, o, fins i tot, de central (esquerre o dret). Era un jugador enormement polivalent, una de les seves millors qualitats.

## Trajectòria esportiva
Va néixer a la ciutat brasilera de Curitiba, on va començar a jugar des de molt jove. Amb 8 anys el seu pare, Athaide, el va animar a intentar jugar amb la seva cama esquerra després de patir una lesió a la cama dreta.
El seu primer equip professional va ser el Coritiba Football Club, on va debutar abans de complir els 18 anys.

### Sevilla FC
El gener del 2005 va arribar al Sevilla FC, club de la primera divisió d'Espanya, a mitjan temporada al mercat d'hivern; arriba per reforçar la banda esquerra. Amb el club sevillà va disputar més de 200 partits en què va marcar 19 gols.

### FC Barcelona
Després de la seva reeixida estada de gairebé 6 anys al club de Nervión, el divendres 16 de juliol de 2010 es va fer oficial el seu fitxatge pel FC Barcelona per 9,5 milions d'euros més quatre en variables, unint-se així a les seves compatriotes Daniel Alves i Maxwell. Adriano, que feia servir el dorsal número 6 al Sevilla FC, ocupa el 21 que va deixar Dmitro Txigrinski després del seu retorn al FC Xakhtar Donetsk ucraïnès, i ve per reforçar la banda esquerra, ja sigui de lateral o d'extrem. El 2 de febrer de 2011, Adriano marca el seu primer gol amb el FC Barcelona, per les semifinals de tornada de la Copa del Rei, davant la UD Almeria, partit que acabaria per 3 a 0 a favor del conjunt català. Al final de la temporada, el Barcelona aconsegueix dos títols que encara no tenia Adriano: la Lliga i la Champions.
El 14 d'agost de 2011, Adriano va ser titular en el partit d'anada de la Supercopa d'Espanya, partit que acabaria 2-2. Tres dies després, el 17 d'agost de 2011, el FC Barcelona es proclama campió de la Supercopa d'Espanya de Futbol 2011. En aquell partit va entrar com a substitut jugant en una posició habitual per Adriano, la d'extrem esquerre, si no fos perquè es va avançar fins a col·locar-se de davanter esquerre, cosa que va ser fructífera, ja que va assistir, des de la banda dreta, la jugada perquè Lionel Messi anotés el gol definitiu per a la victòria 3-2 i per a esdevenir campions. El 2 d'octubre de 2011, Adriano marca el seu primer gol a la Lliga amb el Barcelona contra l'Sporting de Gijón. El 15 de desembre de 2011, Adriano aconsegueix marcar per primera vegada dos gols en un mateix partit, davant l'Al-Sadd en elMundial de Clubs.
L'estiu de 2012, es va comentar que va poder abandonar el club blaugrana, després imaginar-se que no havia de comptar en excés per a la temporada després del fitxatge de Jordi Alba, procedent del València CF, per 14 milions. Tanmateix, es queda i aconsegueix entrar en les rotacions amb el jugador català, arribant a treure el lloc i fent titular. Va marcar un golàs des de fora de l'àrea amb la cama dreta per decidir el dur partit davant el València (1-0). Va jugar els noranta minuts en un empat per 2-2 davant el Reial Madrid CF, debutant com a central esquerre, fent un partit molt complet i correcte. Va tornar a marcar un altre autèntic golàs contra l'Atlètic de Madrid, que va iniciar la remuntada del seu equip, 7 sent a més un dels jugadors més destacats de l'equip i convertint-se en el defensa més golejador de la lliga fins a aquest moment, amb 5 gols.

### Beşiktaş J.K.
El 29 de juliol de 2016 el jugador brasiler va deixar el Camp Nou després de sis temporades i setze títols guanyats, entre els quals hi havia les dues últimes Champions blaugranes. Adriano va signar contracte amb el club turc Beşiktaş JK, al qual el Barça el va traspassar per 600.000 euros més variables.

## Palmarès

### Club
Coritiba
- Campeonato Paranaense: 2003, 2004

Sevilla
- Copa del Rei: 2006–07, 2009–10
- Supercopa d'Espanya: 2007
- Copa de la UEFA: 2005–06, 2006–07
- Supercopa d'Europa: 2006

FC Barcelona
- 2 Lligues de Campions: (2010–11, 2014-15[6])
- 4 Lligues espanyoles: 2010–11, 2012-13,[7] 2014–15[8] i 2015-16[9]
- 3 Copes del Rei: (2011–12, 2014-15[10] i 2015-16[11])
- 3 Supercopes d'Espanya: 2010, 2011, 2013[12]
- 2 Supercopes d'Europa: 2011[13] i 2015[14]
- 2 Campionats del Món de Clubs de futbol (2011[15] i 2015[16])

Beşiktaş
- Lliga turca: 2016-17

Atletico Paranaense
- Campeonato Paranaense: 2020

### Selecció
- Copa Mundial de Fútbol Sub-20: 2003
- Copa Amèrica: 2004